# Omerz und Roter Berg
Omerz und Roter Berg är ett kommunfritt område i Landkreis Bad Kissingen i Regierungsbezirk Unterfranken i förbundslandet Bayern i Tyskland.